# Alpes de Mischabel e de Weissmies
Os Alpes de Mischabel e de Weissmies (em italiano:  Alpi del Mischabel e del Weissmies, e em alemão:  Mischabel-Weissmies-Alpen) é um maciço montanhoso que faz parte dos Alpes Ocidentais na sua secção dos Alpes Peninos e se encontra em parte no Piemonte em Itália, e em parte no cantão do Valais, na Suíça. O ponto mais alto é a Monte Dom com 4.545 m.

## Situação
A norte têm os Alpes Berneses ,as separado deste pelo Rio Ródano, a Nordeste pelo Alpes do Monte Leone e do São Gotardo, a Leste pelos Alpes do Tissino e Verbano, e a Sul pelos Alpes do Monte Rosa.

## SOIUSA
A Subdivisão Orográfica Internacional Unificada do Sistema Alpino (SOIUSA) criada em 2005, dividiu os Alpes em duas grandes partes:Alpes Ocidentais e Alpes Orientais, separados pela linha formada pelo  Rio Reno - Passo de Spluga - Lago de Como - Lago de Lecco.
Os Alpes Peninos são formados pelo conjunto dos Alpes do Grande Combin, Alpes de Weisshorn e do Cervino, Alpes do Monte Rosa, Alpes de Biella e Cusiane, e Alpes de Mischabel e de Weissmies.

### Classificação  SOIUSA
Segundo a SOIUSA este acidente orográfico é uma Sub-secção alpina  com as seguintes características
- Parte = Alpes Ocidentais
- Grande sector alpino = Alpes Ocidentais-Norte
- Secção alpina = Alpes Peninos
- Sub-secção alpina = Alpes de Mischabel e de Weissmies
- Código = I/B-9.V

## Imagens

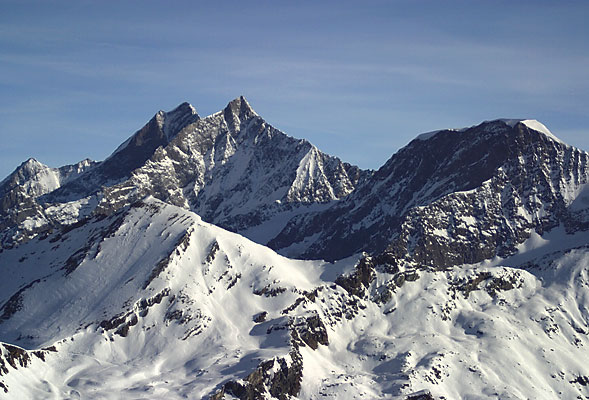
O Mischabel
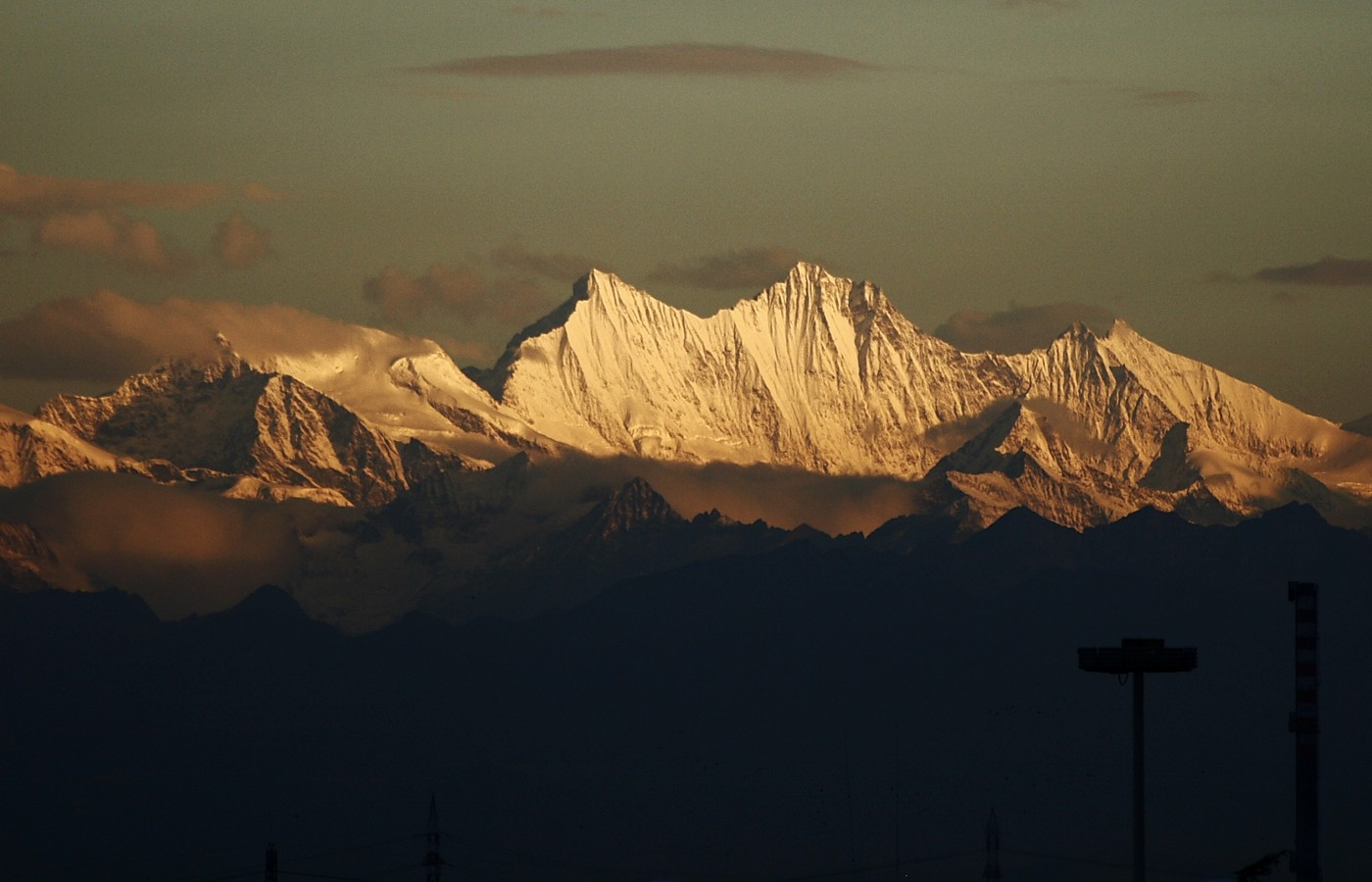
O Dom